# Susianna Kentikian
Susianna "Susi" Levonovna Kentikian (armeniska: Սյուզաննա Լեվոնի Քենթիկյան, Siowzanna Levoni Kentikjan), född 11 september 1987 i Jerevan, är en armenisk före detta professionell boxare som bor i Tyskland. Hon föddes i Jerevan i dåvarande Armeniska SSR i Sovjetunionen, men lämnade landet tillsammans med sin familj som femåring på grund av Nagorno-Karabach-kriget. Kentikian har bott i Hamburg sedan 1996 och började boxas när hon var tolv år gammal. Efter en framgångsrik amatörkarriär blev hon 2005 professionell då hon skrev på ett kontrakt med Spotlight Boxing. Kentikian vann sin första VM-match i februari 2007, och är en före detta mästare i World Boxing Association (WBA), World Boxing Organization (WBO) samt flugviktsmästare i Women’s International Boxing Federation (WIBF).
Kentikian var obesegrad mellan 2005 och 2012 och hade vunnit 16 av sina 30 första professionella matcher på knockout. Den tyska tv-stationen ZDF visar hennes matcher sedan juli 2009. Tidigare, mellan 2007 och 2009, visade Prosieben hennes matcher. Hon avslutade sin karriär 2016.

## Tidigt liv
Susianna Kentikian föddes i Jerevan i dåvarande sovjetiska delrepubliken Armenien och är dotter till veterinären Levon Kentikian och hans hustru Makruhi. Vid fem års ålder lämnade hon Armenien med sina föräldrar och sin nioåriga bror Mikael, eftersom hennes far var inkallad till att tjänstgöra i militären under kriget i Nagorno-Karabach.
1992 flyttade familjen till Berlin och stannade på ett flyktingläger. På grund av allt våld där och deras bristande kunskaper i det tyska språket, lämnade de Berlin och flyttade till Moldavien och senare till Ryssland, där Kentikian gick i skolan en kort tid. Familjen återvände igen till Tyskland 1996 och flyttade till Hamburg, där de bodde i ett hus för asylsökande.
Kentikians uppehållstillstånd var fortfarande oklart efter nästan ett årtionde. Flera gånger togs hon och hennes familj till flygplatsen för att utvisas ur landet, men till följd av att vänner, såsom hennes amatörtränare, Frank Rieth, ingrep genom att bland annat sammankalla advokater, massmedia och lokala politiker hindrades utvisningen. Hennes familj fick permanent uppehållstillstånd 2005 när hon skrev på ett treårigt professionellt boxningskontrakt vilket gav henne en stabil inkomst.
Vid 16 års ålder började Kentikian att arbeta som städare på en lokal motionsklubb för att hjälpa sin familj ekonomiskt. Hon gick ut skolan på sommaren 2006, och blev tysk medborgare i juni 2008. Hon har ansökt om dispens för att få behålla sitt armeniska medborgarskap. Kentikian bor nu med sin familj i en lägenhet i Hamburg i närheten av ett boxningsgym.

## Amatörkarriär
Kentikian upptäckte sin entusiasm för boxningen när hon var tolv år gammal efter att ha följt med sin bror till hans boxningsträning. Hon började att träna regelbundet och uppgav att boxningen gjorde att hon glömde svårigheterna i sitt liv för en kort tid: ”Jag kunde släppa ut allt, hela min energi. Om du har så många problem som vår familj, behöver du nåt sånt.”
Kentikian vann Hamburgmästerskapen för juniorer mellan 2001 och 2004. Hon vann även de nordtyska mästerskapen för juniorer under 2003 och 2004, och i oktober 2004 hade hon sin största framgång som amatör genom att vinna International German Women”s Amateur Championships i fjädervikt för juniorer. Kentikian upplevde det allt svårare att hitta motståndare i amatörklassen, eftersom få boxare ville möta henne i ringen och på grund av att hon som asylsökande inte fick boxas utanför Hamburg.
När Kentikian slutade som amatör hade hon 24 segrar och en förlust. Den senare skyllde hon på att hon varit för ivrig och kämpat trots att hon vid tillfället haft försämrad hälsa. Hennes aggressiva stil, snabba kombinationer och ambition att alltid anfalla tills hon slagit ut motståndaren gav henne smeknamnet "Killer Queen", och hon använder ofta låten "Killer Queen" av den engelska rockgruppen Queen som ingångsmusik.

## Professionell karriär
Kentikian upptäcktes som professionell boxare på en uppvisningsmatch vid kvalifikationsmatcherna till Världsmästerskapen i amatörboxning. I början av 2005 undertecknade hon ett treårigt avtal med boxningspromotorn Spotlight Boxing, ett samriskföretag med Universum Box-Promotion, som fokuserar på unga idrottare. Sedan dess har hon tränats av Universum-tränaren Magomed Schaburow.
Kentikian började sin professionella karriär den 15 januari 2005 med en seger över Iliana Boneva från Bulgarien där alla domarna var enhälliga i en förmatch till en match med den tyska boxningsstjärnan Regina Halmich. Under de kommande 14 månaderna, vann Kentikian nio av sina elva matcher på knockout. Hennes ovanligt höga andel knockouter, som sällan ses i de lägre kvinnliga viktklasserna, började ge henne uppmärksamhet. Den 25 juli 2006 vann hon sitt första bälte, International Germans flugviktstitel, mot Daniela Graf. I sin första internationella titelmatch den 9 september 2006 vann Kentikian över Maribel Zurita från USA med en teknisk knockout i den fjärde omgången för WIBF-InterContinentals flugviktstitel; Kampen stoppades när Zurita skadades över det vänstra ögonbrynet.

### 2007

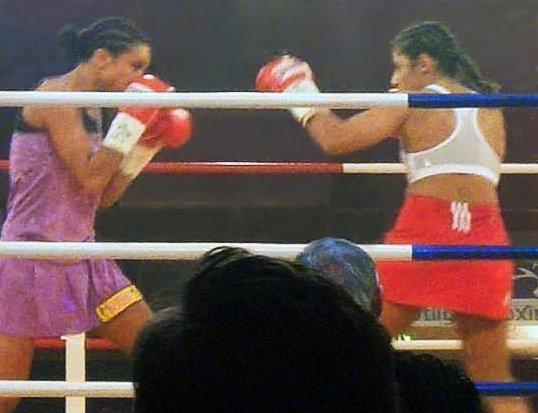
Kentikian (höger) i sin returmatch med Nadia Hokmi den 7 december 2007.

I sin femtonde professionella omgång slogs Kentikian för sin första världsmästartitel i Köln i Tyskland den 16 februari 2007. Hon vann på teknisk knockout i nionde ronden mot Carolina Alvarez från Venezuela och vann därmed World Boxing Associations flugviktstitel. Alvarez tog obesvarade slag i de flesta ronderna och blödde häftigt från näsan. Domaren stoppade slutligen matchen i nionde ronden, då han var orolig för Alvarez hälsa. Sex veckor senare, den 30 mars 2007, försvarade Kentikian sin första titel. Inför en publik på 19 500 personer i Kölnarena, slogs hon på undercard i den populära utställningsmatchen mellan den tyska komikern Stefan Raab och WIBF:s världsmästare Regina Halmich. Kentikian vann över uruguayanen María José Núñez i en teknisk knockout under den tredje ronden. Núñez slogs ner i rond två och Kentikian avslutade matchen en rond senare med ett högerslag som följdes av kombinationer som lämnade Núñez försvarslös på repen, vilket gjorde att domaren var tvungen att ingripa.
Kentikian mötte därefter Nadia Hokmi från Frankrike i sin andra försvarstitel den 25 maj 2007. Hokmi, som använde sin höjd och räckvidd, visade sig vara Kentikians första prövning under hennes professionella karriär, och båda boxarna stred jämnt. Medan Hokmi började långsammare, lyckades hon vinna flera av de senare ronderna genom att lyckas med repeterade kombinationer. Kentikian vann genom domarbeslut för första gången i sin karriär. Matchen röstades fram till en av ”Top Fights of the Year” (årets bästa matcher) av WomenBoxing.com. Den 7 september 2007 försvarade Kentikian sin titel mot Shanee Martin från Storbritannien och van genom en teknisk knockout i den tredje ronden. Kentikian kontrollerade sin motståndare från startsignalen och domaren avslutade matchen när Martin slogs ner av en rak höger under tredje ronden.
Efter att den långvariga WIBF-bälteshållaren Regina Halmich slutade sin karriär förenade Kentikian WBA- och WIBF-titlarna i sin hemstad Hamburg den 7 december 2007. Hon mötte Nadia Hokmi i en returmatch till en match som de hade utkämpat sex månader tidigare. Den franska boxaren visade sig åter vara en svår motståndare och matchen utvecklade sig mycket likt deras första match. Återigen fick Kentikian en bättre start, men Hokmi kom igen under matchens andra hälft och omgången blev jämn. Kentikian vann dock även denna gång genom domarbeslut där alla tre domarna var eniga.

### 2008

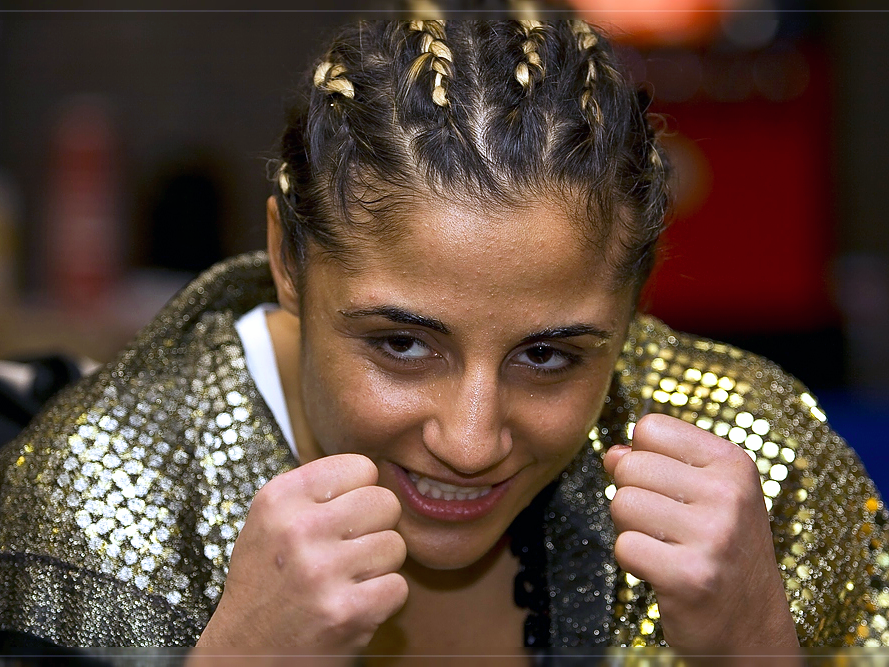
Kentikian före sin match mot Sarah Goodson den 29 februari 2008.

De 29 februari 2008 försvarade Kentikian sin titel mot Sarah Goodson från Filippinerna med en teknisk knockout i den tredje ronden. Goodson, som nästan endast hade varit i lägre viktklasser tidigare, blev överlägsen av Kentikian och domaren bröt matchen efter en rad slag på kroppen i rond tre. I sin nästa match som titelförsvarare den 10 maj 2008 vann Kentikian över Mary Ortega från USA med en teknisk knockout i första omgången. Ortega, som tidigare hade kämpat mot välkända motståndare såsom Elena Reid och Hollie Dunaway, blev nerslagen två gånger av en rak höger under de första 90 sekunderna av matchen. När Kentikian hade fått Ortega mot repen igen, bröt domaren matchen som var strax före slutet av rond ett. Att matchen bröts så tidigt kom som en överraskning för många, däribland tv-kommentatorn Regina Halmich, som hade väntat sig en hård kamp.
I sin nästa match som titelförsvarare den 29 augusti 2008, mötte Kentikian, Hager Finer från Israel, som var Halmich sista motståndare innan hon slutade. Efter en jämn öppningsrond förvandlades boxningsmatchen till ett kamp, och Finer ledde efter första halvan av matchen. Från omgång fem och framåt lyckades Kentikian att ta över matchen genom att slå bättre slag, och vinna genom ett enhälligt beslut från domarna. Den 5 december 2008 mötte Kentikian, Anastasia Toktaulova från Ryssland, som var den regerande GBU flugviktsmästaren, även om GBU-titeln inte var målet, så vann Kentikian genom att vinna den taktiska kampen och kontrollera sin motståndare från mitten av ringen i de flesta ronderna. Alla tre domarna dömde vinsten till Kentikian. I december 2008 utsågs hon till årets bästa kvinnliga boxare i Tyskland för första gången.

### 2009
Kentikian fick behålla sina WIBF- och WBA-bälten efter ett enhälligt beslut av domarna i vinsten mot Elena Reid från USA den 20 mars 2009. Reid, som var välkänd i Tyskland efter två kontroversiella matcher med Halmich under 2004 och 2005, var i stort sett passiv från starten och Kentikian kontrollerade stora delar av matchen. Reid vann inte en enda av omgångarna. Den 4 juli 2009, kämpade Kentikian mot super flugviktsmästaren i WBA, Carolina Gutierrez Gaite från Argentina. Kentikian använde sin snabbhet och kombinationer till att dominera över sin motståndare genom de tio omgångarna, och få alla domarnas poäng. Kentikian avslutade 2009 med en fight mot den obesegrade turkisk-tyska Julia Sahin (20–0) den 10 oktober för den vakanta kvinnliga flugviktstiteln inom WBO. Kentikian överväldigade tidigt Sahin med sitt höga tempo. Sahin tillbringade större delen av fighten med att täcka slag från Kentikian. Fighten tog slut efter 10 ronder och Kentikian blev efter enhälligt beslut från domarna den nya flugviktsmästaren inom WBO.

### 2010
Kentikian, som nu var flugviktsmästare inom WIBF, WBA och WBO, försvarade för första gången alla sina titlar den 24 april 2010 mot Nadia Raoui. Det var en jämn fight där Kentikian fick en fler rena och hårda slag fast Raoui som var mer framgångsrik. Efter 10 jämna ronder vann Kentikian på delat domslut.
Den 17 juli försvarade Kentikian återigen alla sina titlar, denna gång mot mexikanska Arely Mucino. Fighten stoppades i den tredje ronden efter en oavsiktlig krock mellan varderas huvud, vilket skadade Kentikian och gjorde att hon inte kunde fortsätta. Matchen blev en så kallad "no contest", vilket betyder att matchen avbrutits och att ingen av boxarna vunnit. Innan matchstoppet hade Kentikian gett Mucino stora problem med bland annat sina snabba kombinationer.

### 2011
Kentikian behöll den 26 mars 2011 sin flugviktstitel inom WIBF i en fight mot Ana Arrazola. Det var en fartfylld tiorondsfight, där Kentikian vann nästan varje rond och som slutade med ett enhälligt domarbeslut. Arrazola fick avdrag i rond sex för ett lågt slag. Kentikian avslutade året med ännu en vist, denna gång mot thailändska Teeraporn Pannimit. Det var återigen enhälligt domslut och hon fortsatte behålla flugviktstiteln inom WIBF, WBA och WBO. Kentikian vann varje rond på varje scorecard (100–90, 100–90, 100–90).

### 2012
Den 16 maj 2012 försökte Kentikian försvara sina flugviktstitlar inom WIBF och WBO i Frankfurt mot Melissa McMorrow. Kentikian förlorade genom kontroversiella majoritetsbeslut med resultaten 95–95, 94–96 och 94–96. McMorrow vann de inledande ronderna, men Kentikian dominerade i slutet av matchen. Några månader senare mötte hon Carina Moreno i en match om WBA-titeln, där hon dock förlorade.

### 2013

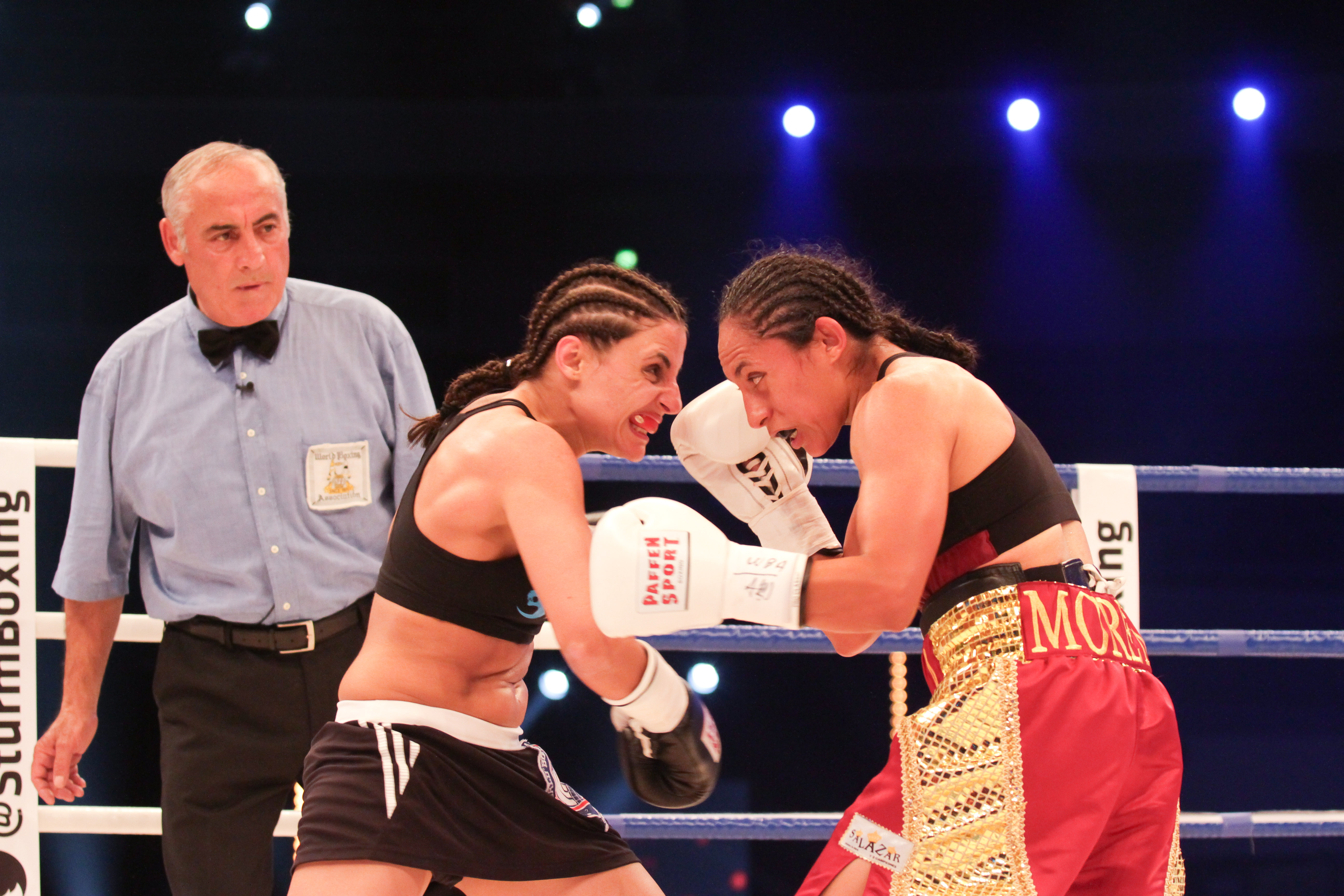
Kentikian (vänster) i sin match med Carina Moreno den 6 juli 2013.

Den 1 februari 2013 besegrade hon Sanae Jah i en match om flugviktstiteln inom WBA. Kentikian vann matchen och blev då interim-mästare, vilket är rankningen under mästartiteln. Den 7 juni 2013 besegrade hon Carina Moreno och vann flugviktstiteln inom WBA. Den 7 december 2013 försvarade Kentikian sin titel mot Simona Galassi

### 2014
Den 31 maj 2014 besegrade hon Dan-Bi Kim och försvarade flugviktstiteln inom WBA. Den 8 november 2014 vann Kentikian över japanska Naoko Fujioka och försvarade återigen sin titel.

## I media
I början på sin professionella karriär omskrevs Kentikian huvudsakligen i Hamburgs lokala media och då och då i nationella tyska tidningar. Huvudsakligen var det hennes svåra barndom och hennes långvariga osäkra asylstatus som intresserade pressen och ledde till jämförelser med boxningsfilmen Million Dollar Baby. Hennes längd (154 centimeter) gav också upphov till uppmärksamhet; hon kallades ”Tysklands kortaste professionella boxare”. Redan på ett tidigt stadium ansågs Kentikian vara en av de större talangerna inom tysk boxning, och media nämnde henne som en potentiell efterträdare till världsmästaren Regina Halmich, ett mål som hon själv strävade efter.
År 2007 introducerades Kentikian för en mycket större publik på grund av ett samarbete mellan den tyska TV-stationen Prosieben och hennes promotor Spotlight Boxing. Förutom direktsändningar av hennes matcher under så kallade Prosieben Fight Nights, framträdde hon flera gånger på den populära tv-showen TV total. Hennes första försvarande av världstiteln, under matchen med María José Núñez samtidigt som den populära utställningsmatchen mellan Raab och Halmich, sågs av 4,69 miljoner tv-tittare vilket gör det till den hittills mest sedda matchen med henne. Ett kamerateam besökte henne under ett år före hennes första världsmästarmatch mot Carolina Alvarez, och dokumentären visades i juni 2007 på Tysklands public service-bolag Das Erste. En förkortad version med kommentarer på engelska visades av den tyska internationella mediabolaget Deutsche Welle i oktober 2007.

## Meriter

### Amatörtitlar
- Juniormästare i Hamburg – 2001 till 2004[35]
- Juniormästare i norra Tyskland – 2003 och 2004[35]
- Juniormästare i flugvikt för amatörer – 2004[35]

### Professionella titlar
- Flugviktsmästerskapen i Tyskland – vunnen 25 juli 2006[35]
- WIBF InterContinentals flugviktstitel – vunnen 9 september 2006[35]
- WBA-världsmästare i flugvikt – vunnen 16 februari 2007[35]
- WIBF-världsmästare i flugvikt – vunnen 7 december 2007[35]
- WBO-världsmästare i flugvikt – vunnen 10 oktober 2009[35]
- WBA-världsmästare i flugvikt – vunnen 6 juli 2013[35]

### Utmärkelser
- Årets idrottskvinna i Hamburg – 2007[36]
- WBA:s Bästa kvinnliga boxare – 2007/2008[37]
- Årets boxare i Tyskland – 2008[23]